# Braikovia turgenewi
Braikovia turgenewi is een mosdiertjessoort uit de familie van de Cribrilinidae. De wetenschappelijke naam van de soort is, als Discopora turgenewi, voor het eerst geldig gepubliceerd in 1886 door Ostroumoff.